# Wigilia Paschalna

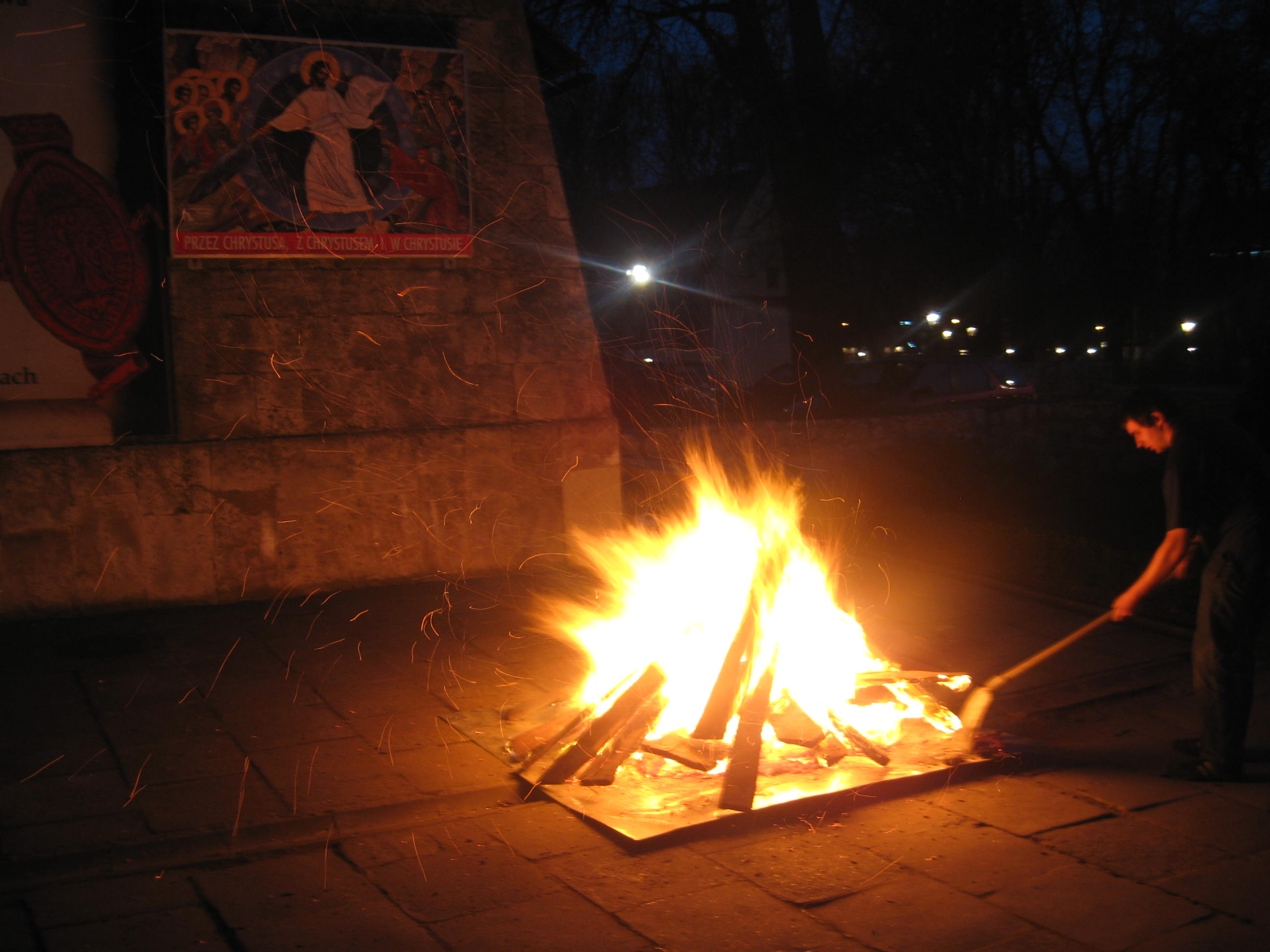
Ogień przed bazyliką św. Franciszka z Asyżu w Krakowie

Wigilia Paschalna – liturgia sprawowana w noc Zmartwychwstania Pańskiego. Stanowi najważniejszą część Triduum Paschalnego, dorocznej uroczystości, w czasie której celebruje się misterium paschalne.

## Kościół rzymskokatolicki

### Rola liturgii wigilii paschalnej

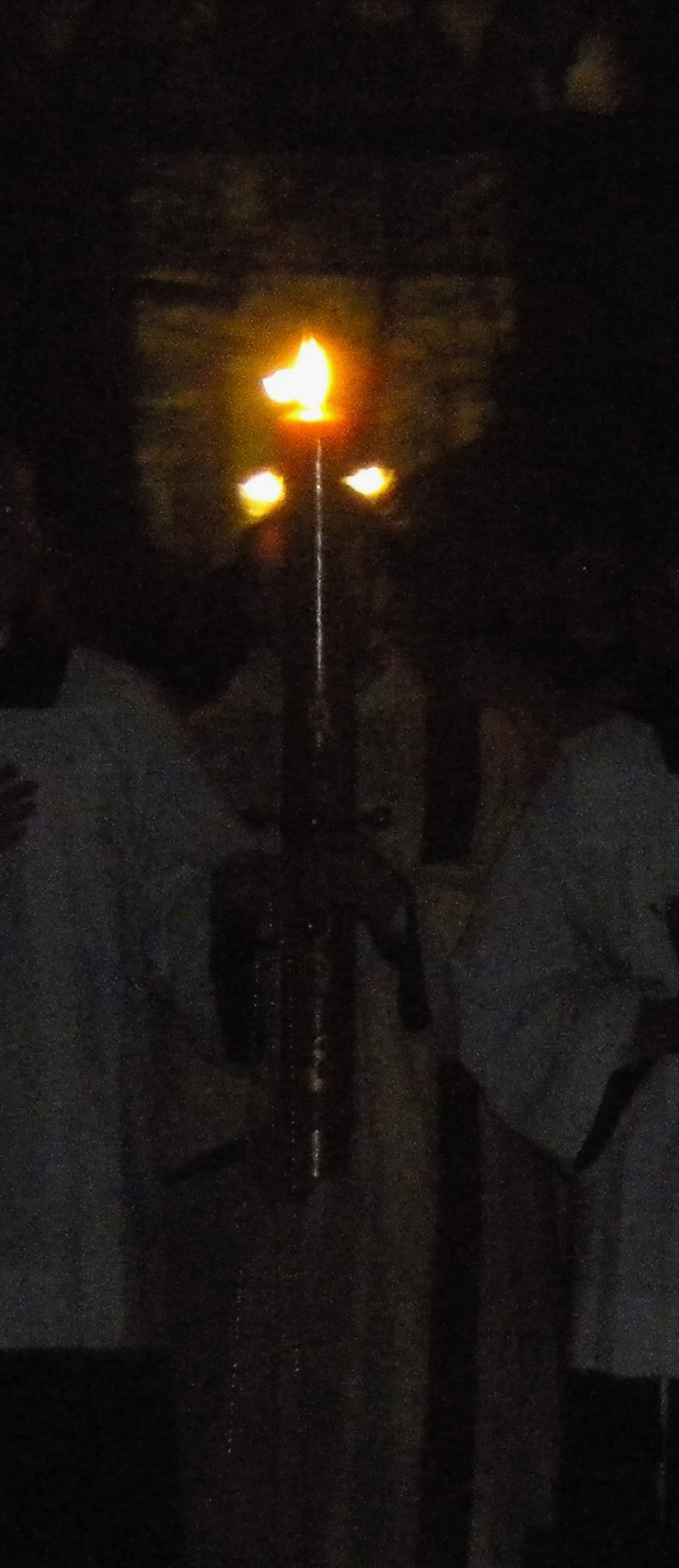
Wniesienie zapalonego paschału

Wigilia Paschalna jest centralnym momentem Triduum Paschalnego i całego roku liturgicznego, najważniejszym wyrazem liturgicznej celebracji misterium paschalnego. Wszystkie obrzędy wigilii paschalnej odbywają się w nocy: nie wolno ich rozpocząć, zanim nie zapadnie zmrok, a należy je zakończyć przed świtem niedzieli. Msza święta tej nocy, choćby ją sprawowano przed północą, jest mszą niedzieli zmartwychwstania. Kto uczestniczy w tej mszy, może powtórnie przyjąć Komunię św. podczas mszy sprawowanej w dzień.

### Struktura liturgii

#### Liturgia światła
Przed kościołem kapłan pozdrawia lud, po czym błogosławi ogień, od którego zapala się paschał. Na świecy paschalnej kapłan kreśli krzyż i litery: Α (alfa) i Ω (omega). Oznacza to, że na początku był Bóg i on też przyjdzie na końcu jako Miłosierny Sędzia. Na paschale kapłan zapisuje bieżący rok, chcąc podkreślić, że Chrystus przechodzi od punktu alfa (od stworzenia świata) do punktu omega (końca świata) historii zbawienia, która przechodzi również przez ten konkretny rok. Kapłan mówi przy tym: Chrystus wczoraj i dziś (żłobiąc pionowe ramię krzyża); Początek i Koniec (żłobiąc poziome ramię krzyża); Alfa (żłobiąc literę alfa); i Omega (żłobiąc literę omega); do Niego należy czas (żłobiąc pierwszą cyfrę bieżącego roku); i wieczność (żłobiąc drugą cyfrę bieżącego roku); Jemu chwała i panowanie (żłobiąc trzecią cyfrę bieżącego roku); przez wszystkie wieki wieków. Amen (żłobiąc ostatnią cyfrę bieżącego roku). Ponadto kapłan wbija w paschał pięć gwoździ (gron) symbolizujących pięć ran Chrystusa, mówiąc przy tym: Przez swoje święte rany (wbija pierwsze grono) jaśniejące chwałą (wbija drugie grono) niech nas strzeże (wbija trzecie grono) i zachowuje (wbija czwarte grono) Chrystus Pan. Amen (wbija ostatnie grono). Swoją symbolikę ma również światło świecy paschalnej, rozjaśniające mroki ciemnego kościoła, odwołuje się do Chrystusa, który rozprasza mroki ludzkiego życia, nadając mu sens, a także do stworzenia świata kiedy w mrokach ciemności rozbłysła światłość.
Następnie diakon lub kapłan wnosi zapalony paschał do świątyni, zatrzymując się u progu, na środku świątyni i przed ołtarzem głównym śpiewając: Światło Chrystusa. Lud odpowiada wówczas: Bogu niech będą dzięki. Wszyscy zapalają świece od płomienia paschału, podając sobie światło. Następnie okadza paschał i śpiewa Exsultet – uroczyste Orędzie Wielkanocne zaczynające się od słów: Weselcie się już zastępy Aniołów w niebie....

#### Liturgia słowa
Lekcjonarz w tym dniu przewiduje dziewięć czytań biblijnych: siedem  starotestamentalnych, epistołę oraz ewangelię, które są przeplatane psalmami responsoryjnymi i modlitwami. Wymagane jest odczytanie co najmniej trzech czytań, a w sytuacji naglącej dwóch. Nie wolno ominąć fragmentu Wj 14,15-15,1, mówiącego o przejściu Izraelitów przez Morze Czerwone. Po tym czytaniu lektor nie mówi Oto słowo Boże, gdyż śpiewane po nim responsorium jest jego kontynuacją.
- Rdz 1,1-2,2 (opis stworzenia świata i człowieka)
  - Ps 104,1-2a.5-6.10.12-14.24.35c
- Rdz 22,1-18 (ofiara Abrahama z jego syna Izaaka)
  - Ps 16,5.8-11
- Wj 14,15-15,1 (przejście Izraelitów przez Morze Czerwone; Po tym czytaniu nie mówi się „Oto słowo Boże”, ani „Bogu niech będą dzięki”, gdyż wyraża to pieśń (responsorium), która jest dalszym ciągiem czytania)
  - Wj 15,1-2.4-5.17ab-18
- Iz 54,4a.5-14 (obietnica Pana dla Jerozolimy)
  - Ps 30,2.4-6a.11-13
- Iz 55,1-11 (wezwanie do nawrócenia, obietnica dla nawróconych)
  - Iz 12,2-5
- Ba 3,9-15.32-4,4 (Pan zna Izraela)
  - Ps 19,8-11;
- Ez 36,16-17a.18-28 (obietnica oczyszczenia i wyzwolenia Izraela)
  - Ps 42,2-3; 43,3-4
- Rz 6,3-11 (Epistoła, śmierć Jezusa wyzwoleniem)
  - Ps 118,1-2.16-17.22-23
- Mt 28,1-10 (Rok A); Mk 16,1-8 (Rok B); Łk 24,1-12 (Rok C) (kobiety przy pustym grobie)

Po ostatnim czytaniu ze Starego Testamentu i modlitwie, kapłan intonuje hymn Chwała na wysokości, w trakcie którego, podobnie jak podczas Mszy Wieczerzy Pańskiej w Wielki Czwartek, uderza się we wszystkie dzwony, grają organy (kołatki zastępuje się dzwonkami i gongiem). Po uroczystym hymnie celebrans odmawia kolektę. Następnie lektor odczytuje epistołę, a później śpiewany jest uroczysty psalm allelujatyczny. Potem kapłan czyta Ewangelię i wygłasza homilię. 

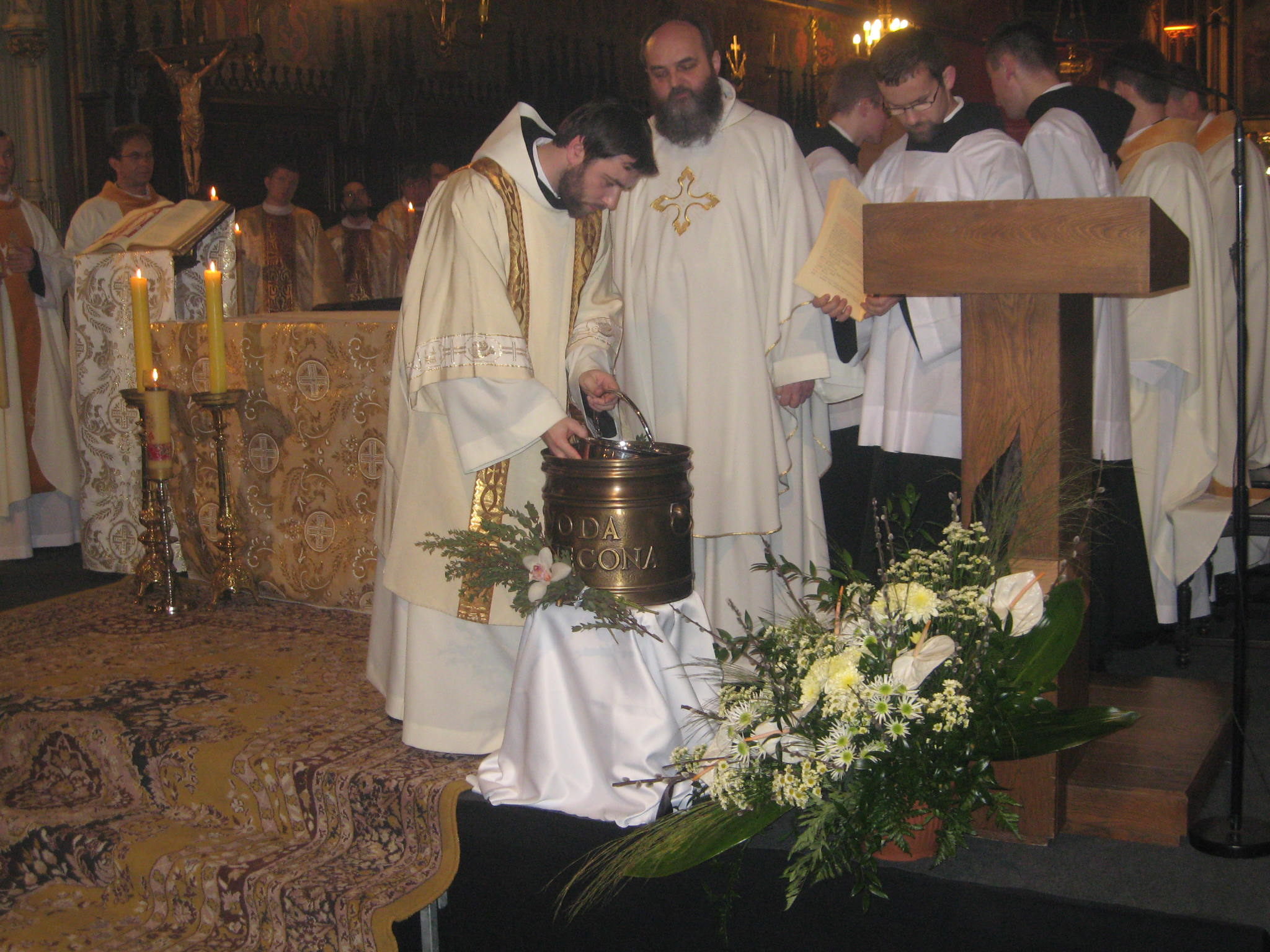
Poświęcenie wody

#### Liturgia chrzcielna
Po homilii następuje liturgia chrzcielna, w trakcie której śpiewana jest Litania do wszystkich świętych. Potem następuje błogosławieństwo wody (poprzez jedno- lub trzykrotne zanurzenie w niej paschału) oraz odnowienie przyrzeczeń chrzcielnych. Jeżeli we wspólnocie obecni są katechumeni, udziela się im chrztu i bierzmowania.

#### Liturgia eucharystyczna
Jest to ostatnia część liturgii wigilii paschalnej. W jej trakcie wierni przyjmują konsekrowany chleb (Ciało Chrystusa). Nie różni się ona od liturgii eucharystycznej podczas każdej mszy świętej.

#### Procesja rezurekcyjna i błogosławieństwo
Ceremonię kończy uroczysta procesja rezurekcyjna z Najświętszym Sakramentem, wokół kościoła, który okrąża się raz lub trzy razy. Procesja jest radosnym ogłoszeniem zmartwychwstania Chrystusa i wezwaniem całego stworzenia do udziału w triumfie Zmartwychwstałego. Jeśli odbywa się po wigilii paschalnej, następuje bezpośrednio po modlitwie po komunii. Następnie udzielane jest błogosławieństwo Najświętszym Sakramentem. Jeśli nie odbywa się procesja, liturgia kończy się uroczystym błogosławieństwem. Po nim następuje rozesłanie:
- diakon: Idźcie w pokoju Chrystusa. Alleluja, alleluja.
- wierni: Bogu niech będą dzięki. Alleluja, alleluja.

W niektórych kościołach procesja następuje nie po wigilii paschalnej, a przed pierwszą mszą poranną w niedzielę. Rozpoczyna się ona wtedy przy grobie Pańskim, przy którym kapłan śpiewem oznajmia zmartwychwstanie Chrystusa. Po powrocie do kościoła odśpiewuje się hymn Chwała na wysokości. Po rozdaniu komunii wiernym śpiewa się uroczysty Hymn Te Deum (Ciebie, Boga wysławiamy).

## Kościół Starokatolicki Mariawitów w RP

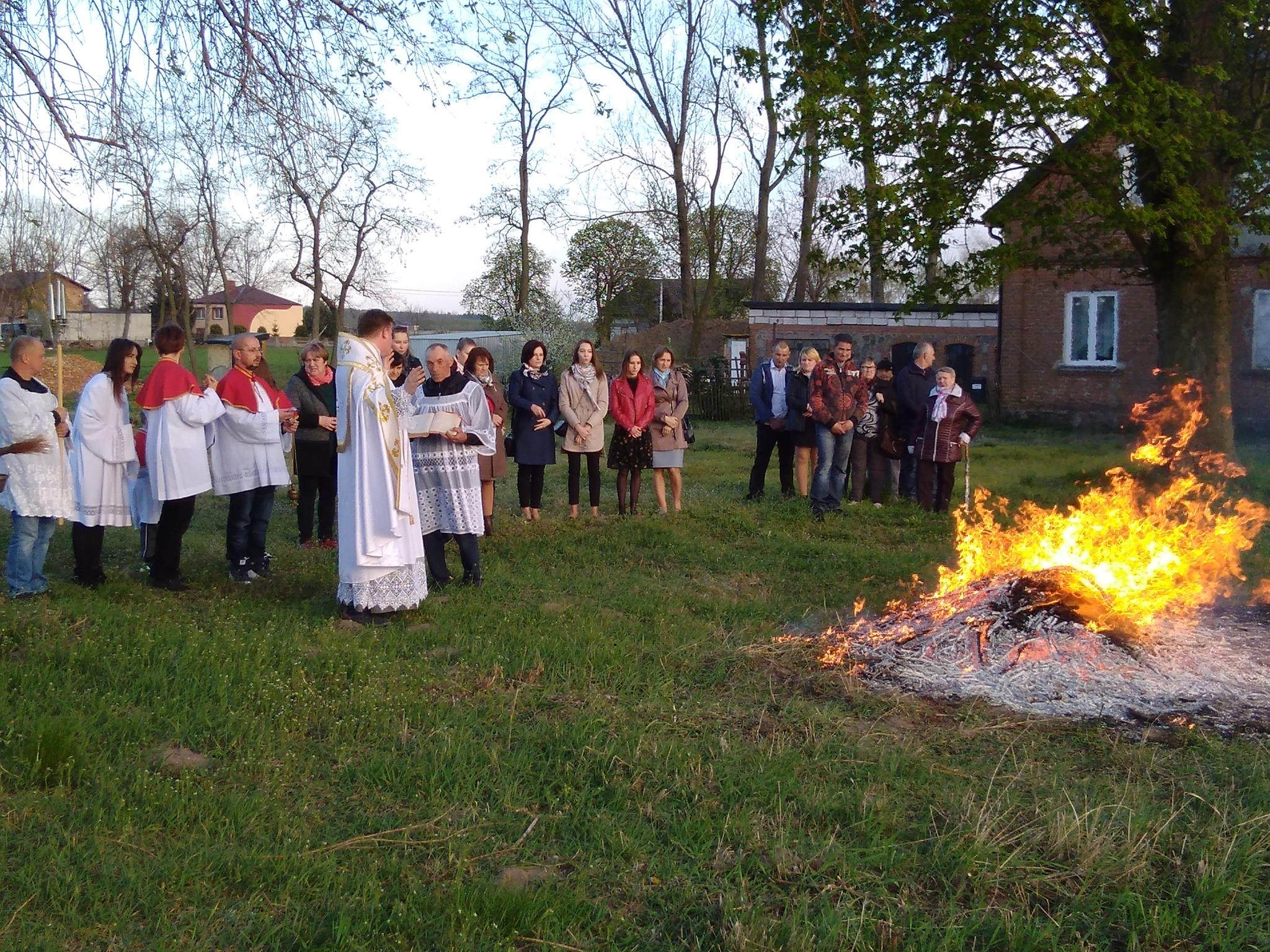
Poświęcenie ognia w liturgii Wielkiej Soboty według obrządku Kościoła Starokatolickiego Mariawitów (parafia Kadzidłowa)

W Kościele Starokatolickim Mariawitów liturgia Wielkiej Soboty sprawowana jest przeważnie rano, choć w niektórych parafiach, ze względów duszpasterskich przesunięta jest na wieczór. Obrzędy i modlitwy stanowią tłumaczenie z łacińskiego mszału rzymskiego w rycie trydenckim. Również poranne odprawianie liturgii wielkosobotniej jest dawnym obyczajem Kościoła katolickiego, związanym z postem eucharystycznym.
Liturgia światła: do kościoła wnoszony jest trianguł (świecznik trójramienny) z płomieniem zapalonym od ogniska przed kościołem. Ksiądz lub diakon niosący trianguł trzykrotnie oznajmia Światło Chrystusowe!, wierni zaś odpowiadają Bogu dzięki. Następnie od triangułu zapalany jest paschał a ksiądz śpiewa orędzie paschalne.
Liturgia słowa obejmuje też czytanie określonych fragmentów Pisma Świętego.
Liturgia chrzcielna obejmuje poświęcenie wody i pokarmów. W wodzie trzy razy zanurza się paschał, a potem wlewa się do osobnego naczynia i łączy się z olejami świętymi. Jest to woda używana do chrztu. Obrzęd święcenia wody zawiera głęboką symbolikę. Dzięki dokonującej się ofierze Jezusa Chrystusa człowiek otrzymuje łaskę życia nadprzyrodzonego, której widzialnym znakiem jest chrzest - polanie wodą. Zmartwychwstanie Chrystusa i chrzest człowieka to tajemnice ściśle ze sobą związane. Chrystus powstaje z grobu nowy w chwale nowego życia. Chrześcijanin podobnie jako nowy człowiek, dziecko Boże, wychodzi z wody chrztu, gdyż sam Chrystus powiedział: „Jeśli się kto nie odrodzi z wody i z Ducha Świętego, nie może wnijść do królestwa Bożego” (J. 3,5). Po tych obrzędach następuje śpiew Litanii do wszystkich świętych, podczas którego kapłan wraz z ministrantami leżą krzyżem u stóp ołtarza.
Po tych wszystkich obrzędach rozpoczyna się uroczysta liturgia eucharystyczna, która ma już pełny charakter wielkanocny. Na „Chwała na wysokości” uderzają wszystkie dzwony i zaczynają grać organy. Między lekcją a Ewangelią rozbrzmiewa po raz pierwszy radosne „alleluja” (chwalcie Jahwe), które kapłan na przemian z chórem śpiewa trzy razy. Uroczysta liturgia kończy się nieszporami. 

## Inne kościoły
Wigilia paschalna sprawowana jest też w kościołach anglikańskich. Składają się na nią: liturgia światła, liturgia słowa, liturgia odnowienia przyrzeczeń chrzcielnych i liturgia Eucharystii. W kościołach luterańskich wigilia paschalna sprawowana jest głównie w Niemczech i Ameryce Północnej.
Liturgia Wigilii Paschalnej w Kościołach starokatolickich celebrowana jest po zachodzie słońca w noc poprzedzającą Niedzielę Zmartwychwstania. Składa się na nią liturgia światła ze śpiewem orędzia paschalnego, liturgia słowa, liturgia chrzcielna i liturgia eucharystii.
W Kościele Katolickim Mariawitów zrezygnowano ze wszelkich ceremonii wielkosobotnich i poświęceń, na rzecz uroczystej Mszy Świętej połączonej z adoracją Przenajświętszego Sakramentu. Podczas nabożeństwa czyta się Mękę Pańską według św. Marka (rozdziały 14 i 15), odmawia się Litanię o Najsłodszym Imieniu Jezus i Koronkę do Miłosierdzia Bożego. Nabożeństwo kończy się uroczystym trzykrotnym odśpiewaniem Alleluja i nieszporów.